# Lista de episódios de Black-ish
Black-ish é uma sitcom de televisão estadunidense, criada por Kenya Barris. Estreou em 24 de setembro de 2014 na ABC. A comédia gira em torno de uma família afro-americana de classe média alta, liderada pelos personagens de Anthony Anderson e Tracee Ellis Ross. Em 2 de maio de 2019, a ABC renovou a série para uma sexta temporada. Em 21 de maio de 2020, a série foi renovada para uma sétima temporada. Em 17 de maio de 2021, a série foi renovada para uma oitava e última temporada.
Em 19 de abril de 2022, 175 episódios de "Black-ish" foram ao ar, concluindo a oitava temporada e finalizando a série.

## Resumo
| Temporada | Temporada | Episódios             | Exibição original      | Exibição original    |
| Temporada | Temporada | Episódios             | Estreia de temporada   | Final de temporada   |
| --------- | --------- | --------------------- | ---------------------- | -------------------- |
|           | 1         | 24                    | 24 de setembro de 2014 | 20 de maio de 2015   |
|           | 2         | 24                    | 23 de setembro de 2015 | 18 de maio de 2016   |
|           | 3         | 24                    | 21 de setembro de 2016 | 10 de maio de 2017   |
|           | 4         | 23                    | 3 de outubro de 2017   | 15 de maio de 2018   |
|           | 5         | 23                    | 16 de outubro de 2018  | 21 de maio de 2019   |
|           | 6         | 23                    | 24 de setembro de 2019 | 5 de maio de 2020    |
|           | 7         | Especial              | 4 de outubro de 2020   | 4 de outubro de 2020 |
| 19        | 7         | 21 de outubro de 2020 | 18 de maio de 2021     |                      |
|           | 8         | 13                    | 4 de janeiro de 2022   | 19 de abril de 2022  |

## Episódios

### 1ª temporada (2014–15)
| No. na série | No. | Título                                | Dirigido por      | Escrito por       | Exibição                | Código de prod. | Audiência (milhões) |
| ------------ | --- | ------------------------------------- | ----------------- | ----------------- | ----------------------- | --------------- | ------------------- |
| 1            | 1   | "Pilot"                               | James Griffiths   | Kenya Barris      | 24 de setembro de 2014  | 101             | 11.04               |
| 2            | 2   | "The Talk"                            | Rebecca Asher     | Vijal Patel       | 1 de outubro de 2014    | 103             | 8.29                |
| 3            | 3   | "The Nod"                             | James Griffiths   | Kenya Barris      | 8 de outubro de 2014    | 104             | 7.93                |
| 4            | 4   | "Crazy Mom"                           | James Griffiths   | Gail Lerner       | 15 de outubro de 2014   | 102             | 6.93                |
| 5            | 5   | "Crime and Punishment"                | Claire Scanlon    | Corey Nickerson   | 22 de outubro de 2014   | 105             | 7.95                |
| 6            | 6   | "The Prank King"                      | Matt Sohn         | Lindsey Shockley  | 29 de outubro de 2014   | 106             | 7.67                |
| 7            | 7   | "The Gift of Hunger"                  | Victor Nelli, Jr. | Peter Saji        | 12 de novembro de 2014  | 108             | 7.78                |
| 8            | 8   | "Oedipal Triangle"                    | Rebecca Asher     | Vijal Patel       | 19 de novembro de 2014  | 109             | 7.82                |
| 9            | 9   | "Colored Commentary"                  | Ken Whittingham   | Yvette Lee Bowser | 3 de dezembro de 2014   | 110             | 6.82                |
| 10           | 10  | "Black Santa/White Christmas"         | Elliot Hegarty    | Gail Lerner       | 10 de dezembro de 2014  | 111             | 7.28                |
| 11           | 11  | "Law of Attraction"                   | Michael Schultz   | Corey Nickerson   | 7 de janeiro de 2015    | 113             | 6.23                |
| 12           | 12  | "Martin Luther Skiing Day"            | Stuart McDonald   | Lindsey Shockley  | 14 de janeiro de 2015   | 114             | 6.51                |
| 13           | 13  | "Big Night, Big Fight"                | Rebecca Asher     | Vijal Patel       | 11 de fevereiro de 2015 | 115             | 6.83                |
| 14           | 14  | "Andre From Marseille"                | Phil Traill       | David Hemingson   | 18 de fevereiro de 2015 | 107             | 6.40                |
| 15           | 15  | "The Dozens"                          | Millicent Shelton | Peter Saji        | 25 de fevereiro de 2015 | 116             | 6.63                |
| 16           | 16  | "Parental Guidance"                   | Michael Schultz   | Corey Nickerson   | 4 de março de 2015      | 118             | 6.72                |
| 17           | 17  | "30 Something"                        | John Fortenberry  | Courtney Lilly    | 25 de março de 2015     | 112             | 6.34                |
| 18           | 18  | "Sex, Lies and Vasectomies"           | Matt Sohn         | Gail Lerner       | 1 de abril de 2015      | 120             | 7.43                |
| 19           | 19  | "The Real World"                      | Victor Nelli, Jr. | Scott Weinger     | 8 de abril de 2015      | 117             | 6.09                |
| 20           | 20  | "Switch Hitting"                      | Ken Whittingham   | Kenya Barris      | 22 de abril de 2015     | 119             | 6.57                |
| 21           | 21  | "The Peer-ent Trap"                   | Ken Whittingham   | Yvette Lee Bowser | 29 de abril de 2015     | 121             | 5.94                |
| 22           | 22  | "Please Don't Ask, Please Don't Tell" | Victor Nelli, Jr. | Peter Saji        | 6 de maio de 2015       | 122             | 6.89                |
| 23           | 23  | "Elephant in the Room"                | Anton Cooper      | Courtney Lilly    | 13 de maio de 2015      | 123             | 6.14                |
| 24           | 24  | "Pops' Pops' Pops'"                   | Jonathan Groff    | Vijal Patel       | 20 de maio de 2015      | 124             | 5.36                |

### 2ª temporada (2015–16)
| No. na série | No. | Título                         | Dirigido por         | Escrito por                 | Exibição                | Código de prod. | Audiência (milhões) |
| ------------ | --- | ------------------------------ | -------------------- | --------------------------- | ----------------------- | --------------- | ------------------- |
| 25           | 1   | "The Word"                     | Matt Sohn            | Kenya Barris                | 23 de setembro de 2015  | 202             | 7.30                |
| 26           | 2   | "Rock, Paper, Scissors, Gun"   | Ken Whittingham      | Peter Saji                  | 30 de setembro de 2015  | 201             | 5.94                |
| 27           | 3   | "Dr. Hell No"                  | Millicent Shelton    | Gail Lerner                 | 7 de outubro de 2015    | 203             | 5.86                |
| 28           | 4   | "Daddy's Day"                  | Michael Schultz      | Vijal Patel                 | 14 de outubro de 2015   | 204             | 5.66                |
| 29           | 5   | "Churched"                     | Victor Nelli, Jr.    | Corey Nickerson             | 21 de outubro de 2015   | 205             | 5.79                |
| 30           | 6   | "Jacked o' Lantern"            | Christine Gernon     | Jenifer Rice-Genzuk Henry   | 28 de outubro de 2015   | 206             | 6.18                |
| 31           | 7   | "Charlie in Charge"            | Matt Sohn            | Lindsey Shockley            | 11 de novembro de 2015  | 207             | 5.97                |
| 32           | 8   | "Chop Shop"                    | John Putch           | Hale Rothstein              | 18 de novembro de 2015  | 208             | 6.08                |
| 33           | 9   | "Man at Work"                  | Kevin Bray           | Vijal Patel                 | 2 de dezembro de 2015   | 210             | 5.45                |
| 34           | 10  | "Stuff"                        | Ken Whittingham      | Corey Nickerson             | 9 de dezembro de 2015   | 211             | 5.97                |
| 35           | 11  | "Plus Two Isn't a Thing"       | Victor Nelli, Jr.    | Njeri Brow & Lisa McQuillan | 6 de janeiro de 2016    | 212             | 6.29                |
| 36           | 12  | "Old Digger"                   | Linda Mendoza        | Steven White                | 13 de janeiro de 2016   | 209             | 6.06                |
| 37           | 13  | "Keeping Up With the Johnsons" | Millicent Shelton    | Courtney Lilly              | 20 de janeiro de 2016   | 213             | 5.72                |
| 38           | 14  | "Sink or Swim"                 | Michael Schultz      | Gail Lerner                 | 10 de fevereiro de 2016 | 214             | 6.02                |
| 39           | 15  | "Twindependence"               | Michael Spiller      | Peter Saji                  | 17 de fevereiro de 2016 | 216             | 5.74                |
| 40           | 16  | "Hope"                         | Beth McCarthy-Miller | Kenya Barris                | 24 de fevereiro de 2016 | 217             | 6.18                |
| 41           | 17  | "Any Given Saturday"           | Gail Mancuso         | Yvette Lee Bowser           | 16 de março de 2016     | 218             | 6.12                |
| 42           | 18  | "Black Nanny"                  | Anton Cooper         | Lindsey Shockley            | 23 de março de 2016     | 215             | 5.98                |
| 43           | 19  | "The Leftovers"                | Linda Mendoza        | Hale Rothstein              | 6 de abril de 2016      | 220             | 5.48                |
| 44           | 20  | "Johnson & Johnson"            | Rob Hardy            | Courtney Lilly              | 13 de abril de 2016     | 219             | 5.67                |
| 45           | 21  | "The Johnson Show"             | Gail Lerner          | Corey Nickerson             | 27 de abril de 2016     | 221             | 4.97                |
| 46           | 22  | "Super Rich Kids"              | Anton Cooper         | Damilare Sonoiki            | 4 de maio de 2016       | 224             | 5.59                |
| 47           | 23  | "Daddy Dre-Care"               | Kenya Barris         | Jonathan Groff              | 11 de maio de 2016      | 223             | 5.29                |
| 48           | 24  | "Good-ish Times"               | Anton Cooper         | Jenifer Rice-Genzuk Henry   | 18 de maio de 2016      | 222             | 5.05                |

### 3ª temporada (2016–17)
| No. na série | No. | Título                               | Dirigido por         | Escrito por                   | Exibição                | Código de prod. | Audiência (milhões) |
| ------------ | --- | ------------------------------------ | -------------------- | ----------------------------- | ----------------------- | --------------- | ------------------- |
| 49           | 1   | "VIP"                                | Anton Cooper         | Jonathan Groff                | 21 de setembro de 2016  | 301             | 6.39                |
| 50           | 2   | "God"                                | Anton Cooper         | Laura Gutin                   | 28 de setembro de 2016  | 302             | 5.58                |
| 51           | 3   | "40 Acres and a Vote"                | Ken Whittingham      | Corey Nickerson               | 5 de outubro de 2016    | 304             | 5.18                |
| 52           | 4   | "Who's Afraid of the Big Black Man?" | Matt Sohn            | Peter Saji                    | 12 de outubro de 2016   | 303             | 5.84                |
| 53           | 5   | "The Purge"                          | Matt Sohn            | Lindsey Shockley              | 26 de outubro de 2016   | 306             | 5.74                |
| 54           | 6   | "Jack of All Trades"                 | Linda Mendoza        | Gail Lerner                   | 9 de novembro de 2016   | 305             | 5.27                |
| 55           | 7   | "Auntsgiving"                        | Michael Schultz      | Kenny Smith                   | 16 de novembro de 2016  | 307             | 5.56                |
| 56           | 8   | "Being Bow-racial"                   | Kevin Bray           | Jenifer Rice-Genzuk Henry     | 30 de novembro de 2016  | 309             | 5.37                |
| 57           | 9   | "Nothing but Nepotism"               | Gail Mancuso         | Yamara Taylor                 | 7 de dezembro de 2016   | 310             | 4.22                |
| 58           | 10  | "Just Christmas, Baby"               | John Fortenberry     | Steven White                  | 14 de dezembro de 2016  | 311             | 5.46                |
| 59           | 11  | "Their Eyes Were Watching Screens"   | John Fortenberry     | Gail Lerner                   | 4 de janeiro de 2017    | 312             | 5.79                |
| 60           | 12  | "Lemons"                             | Kenya Barris         | Kenya Barris                  | 11 de janeiro de 2017   | 315             | 5.68                |
| 61           | 13  | "Good Dre Hunting"                   | Millicent Shelton    | Vijal Patel                   | 18 de janeiro de 2017   | 308             | 4.60                |
| 62           | 14  | "The Name Game"                      | Gail Lerner          | Courtney Lilly                | 8 de fevereiro de 2017  | 314             | 5.31                |
| 63           | 15  | "I'm a Survivor"                     | Ken Whittingham      | Hale Rothstein                | 15 de fevereiro de 2017 | 313             | 5.27                |
| 64           | 16  | "One Angry Man"                      | John Fortenberry     | Doug Hall                     | 22 de fevereiro de 2017 | 316             | 5.32                |
| 65           | 17  | "ToysRn’tUs"                         | Oz Scott             | Jenifer Rice-Genzuk Henry     | 8 de março de 2017      | 317             | 5.09                |
| 66           | 18  | "Manternity"                         | Michael Spiller      | Emily Halpern & Sarah Haskins | 15 de março de 2017     | 318             | 4.88                |
| 67           | 19  | "Richard Youngsta"                   | Jude Weng            | Peter Saji                    | 29 de março de 2017     | 319             | 4.93                |
| 68           | 20  | "What Lies Beneath"                  | Beth McCarthy-Miller | Jessica Poter                 | 5 de abril de 2017      | 321             | 4.58                |
| 69           | 21  | "Sister, Sister"                     | Anya Adams           | Yamara Taylor                 | 26 de abril de 2017     | 324             | 4.42                |
| 70           | 22  | "All Groan Up"                       | Kenny Smith          | Hale Rothstein                | 26 de abril de 2017     | 322             | 4.22                |
| 71           | 23  | "Liberal Arts"                       | James Griffiths      | Kenya Barris & Larry Wilmore  | 3 de maio de 2017       | 323             | 4.17                |
| 72           | 24  | "Sprinkles"                          | Eva Longoria         | Laura Gurtin                  | 10 de maio de 2017      | 320             | 4.75                |

### 4ª temporada (2017–18)
| No. na série | No. | Título                          | Dirigido por      | Escrito por                  | Exibição                    | Código de prod. | Audiência (milhões) |
| ------------ | --- | ------------------------------- | ----------------- | ---------------------------- | --------------------------- | --------------- | ------------------- |
| 73           | 1   | "Juneteenth"                    | Anton Cooper      | Peter Saji                   | 3 de outubro de 2017        | 401             | 4.71                |
| 74           | 2   | "Mother Nature"                 | Ken Whittingham   | Corey Nickerson              | 10 de outubro de 2017       | 402             | 4.43                |
| 75           | 3   | "Elder. Scam."                  | Anton Cropper     | Courtney Lilly               | 17 de outubro de 2017       | 404             | 4.13                |
| 76           | 4   | "Advance to Go (Collect $200)"  | Anton Cropper     | Gail Lerner                  | 24 de outubro de 2017       | 406             | 3.98                |
| 77           | 5   | "Public Fool"                   | Kevin Bray        | Kenya Barris                 | 31 de outubro de 2017       | 403             | 3.53                |
| 78           | 6   | "First and Last"                | Linda Mendoza     | Laura Gutin Peterson         | 7 de novembro de 2017       | 405             | 3.70                |
| 79           | 7   | "Please Don't Feed the Animals" | Michael Schultz   | Hale Rothstein               | 14 de novembro de 2017      | 407             | 3.86                |
| 80           | 8   | "Charity Case"                  | Claire Scanlon    | Sam Laybourne                | 5 de dezembro de 2017       | 409             | 4.04                |
| 81           | 9   | "Sugar Daddy"                   | John Fortenberry  | Yamara Taylor                | 12 de dezembro de 2017      | 410             | 4.29                |
| 82           | 10  | "Working Girl"                  | Michael Spiller   | Lindsey Shockley             | 2 de janeiro de 2018        | 408             | 4.02                |
| 83           | 11  | "Inheritance"                   | Millicent Shelton | Stacy Traub                  | 9 de janeiro de 2018        | 411             | 3.75                |
| 84           | 12  | "Bow Knows"                     | Rob Sweeney       | Laura Gutin Peterson         | 16 de janeiro de 2018       | 414             | 3.76                |
| 85           | 13  | "Unkept Woman"                  | Pete Chatmon      | Christian Lander             | 6 de fevereiro de 2018      | 412             | 3.72                |
| 86           | 14  | "R-E-S-P-E-C-T"                 | Gail Lerner       | Steven White                 | 13 de março de 2018         | 416             | 3.01                |
| 87           | 15  | "White Breakfast"               | Rob Cohen         | Lindsey Shockley             | 13 de março de 2018         | 415             | 2.86                |
| 88           | 16  | "Things Were Different Then"    | Todd Holland      | Courtney Lilly               | 20 de março de 2018         | 417             | 3.90                |
| 89           | 17  | "North Star"                    | Eva Longoria      | Laura Gutin Peterson         | 27 de março de 2018         | 418             | 8.58                |
| 90           | 18  | "Black Math"                    | Kevin Bray        | Doug Hall                    | 3 de abril de 2018          | 419             | 5.27                |
| 91           | 19  | "Dog Eat Dog World"             | Anton Cropper     | Jenifer Rice-Genzuk Henry    | 10 de abril de 2018         | 420             | 4.90                |
| 92           | 20  | "Fifty-Three Percent"           | Tracee Ellis Ross | Gail Lerner                  | 17 de abril de 2018         | 421             | 4.04                |
| 93           | 21  | "Blue Valentime"                | Jonathan Groff    | Yamara Taylor                | 1 de maio de 2018           | 422             | 4.45                |
| 94           | 22  | "Collateral Damage"             | Gail Lerner       | Owen H.M. Smith              | 8 de maio de 2018           | 423             | 4.32                |
| 95           | 23  | "Dream Home"                    | E. Langston Craig | Graham Towers & Steve Vitolo | 15 de maio de 2018          | 424             | 4.96                |
| –            | –   | "Please, Baby, Please"          | Kenya Barris      | Kenya Barris & Peter Saji    | 10 de agosto de 2020 (Hulu) | 413             | –                   |

### 5ª temporada (2018–19)
| No. na série | No. | Título                       | Dirigido por               | Escrito por                                            | Exibição                | Código de prod. | Audiência (milhões) |
| ------------ | --- | ---------------------------- | -------------------------- | ------------------------------------------------------ | ----------------------- | --------------- | ------------------- |
| 96           | 1   | "Gap Year"                   | Gail Lerner                | Doug Hall                                              | 16 de outubro de 2018   | 501             | 4.10                |
| 97           | 2   | "Don't You Be My Neighbor"   | Pete Chatmon               | Kenny Smith                                            | 23 de outubro de 2018   | 502             | 3.72                |
| 98           | 3   | "Scarred for Life"           | Linda Mendoza              | Yamara Taylor                                          | 30 de outubro de 2018   | 505             | 4.22                |
| 99           | 4   | "Purple Rain"                | Charles Stone III          | Peter Saji                                             | 13 de novembro de 2018  | 503             | 4.04                |
| 100          | 5   | "Good Grief"                 | Todd Holland               | Gail Lerner                                            | 20 de novembro de 2018  | 504             | 3.48                |
| 101          | 6   | "Stand Up, Fall Down"        | Ryan Case                  | Laura Gutin Peterson                                   | 27 de novembro de 2018  | 508             | 3.53                |
| 102          | 7   | "Friends Without Benefits"   | Ken Whittingham            | Lindsey Shockley                                       | 4 de dezembro de 2018   | 506             | 3.54                |
| 103          | 8   | "Christmas in Theater Eight" | Jude Weng                  | Courtney Lilly                                         | 11 de dezembro de 2018  | 507             | 3.60                |
| 104          | 9   | "Wilds of Valley Glen"       | Claire Scanlon             | Christian Lander                                       | 8 de janeiro de 2019    | 509             | 3.43                |
| 105          | 10  | "Black Like Us"              | Salli Richardson-Whitfield | Peter Saji                                             | 15 de janeiro de 2019   | 511             | 3.32                |
| 106          | 11  | "Waltz in A Minor"           | Pete Chatmon               | História por: Lisa Muse BryantRoteiro por: Robb Chavis | 22 de janeiro de 2019   | 510             | 3.36                |
| 107          | 12  | "Dreamgirls and Boys"        | John Fortenberry           | Gail Lerner                                            | 12 de fevereiro de 2019 | 512             | 3.11                |
| 108          | 13  | "Son of a Pitch"             | Eva Longoria               | Steven White                                           | 19 de fevereiro de 2019 | 513             | 2.88                |
| 109          | 14  | "Black History Month"        | Tracee Ellis Ross          | Laura Gutin Peterson                                   | 26 de fevereiro de 2019 | 517             | 3.10                |
| 110          | 15  | "#JustakidfromCompton"       | Millicent Shelton          | História por: Robb ChavisRoteiro por: Lisa Muse Bryant | 19 de março de 2019     | 514             | 2.72                |
| 111          | 16  | "Enough is Enough"           | Michael Spiller            | Doug Hail                                              | 26 de março de 2019     | 515             | 2.75                |
| 112          | 17  | "Each One, Teach One"        | Gail Lerner                | Melanie Boysaw                                         | 2 de abril de 2019      | 516             | 2.73                |
| 113          | 18  | "Andre Johnson: Good Person" | Ken Whittingham            | Esa Lewis                                              | 9 de abril de 2019      | 518             | 2.83                |
| 114          | 19  | "Under the Influence"        | Linda Mendoza              | Christian Lander                                       | 16 de abril de 2019     | 519             | 3.49                |
| 115          | 20  | "Good in the 'Hood"          | Rob Sweeney                | Courtney Lilly                                         | 23 de abril de 2019     | 520             | 3.17                |
| 116          | 21  | "FriDre Night Lights"        | Charles Stone III          | Lindsey Shockley                                       | 30 de abril de 2019     | 522             | 2.84                |
| 117          | 22  | "Is It Desert or Dessert?"   | Kenny Smith                | Kenny Smith                                            | 14 de maio de 2019      | 523             | 2.77                |
| 118          | 23  | "Relatively Grown Man"       | Anthony Anderson           | Steven White                                           | 21 de maio de 2019      | 521             | 2.92                |

### 6ª temporada (2019–20)
| No. na série | No. | Título                         | Dirigido por      | Escrito por              | Exibição                | Código de prod. | Audiência (milhões) |
| ------------ | --- | ------------------------------ | ----------------- | ------------------------ | ----------------------- | --------------- | ------------------- |
| 119          | 1   | "Pops the Question"            | Kevin Bray        | Steven White             | 24 de setembro de 2019  | 601             | 3.49                |
| 120          | 2   | "Every Day I'm Struggling"     | Charles Stone III | Robb Chavis              | 1 de outubro de 2019    | 604             | 3.13                |
| 121          | 3   | "Feminisn't"                   | Linda Mendoza     | Yamara Taylor            | 8 de outubro de 2019    | 603             | 3.05                |
| 122          | 4   | "When I Grow Up (To Be a Man)" | Chioke Nassor     | Christian Lander         | 15 de outubro de 2019   | 605             | 2.56                |
| 123          | 5   | "Mad and Boujee"               | Michael Spiller   | Lisa Muse Bryant         | 22 de outubro de 2019   | 606             | 2.71                |
| 124          | 6   | "Everybody Blames Raymond"     | Kenny Smith       | Kenny Smith              | 29 de outubro de 2019   | 602             | 2.92                |
| 125          | 7   | "Daughters for Dummies"        | Charles Stone III | Melanie Boysaw           | 12 de novembro de 2019  | 607             | 2.65                |
| 126          | 8   | "O Mother Where Art Thou?"     | Rob Sweeney       | Nick Adams               | 19 de novembro de 2019  | 608             | 2.38                |
| 127          | 9   | "University of Dre"            | Todd Biermann     | Jak Knight               | 26 de novembro de 2019  | 609             | 2.57                |
| 128          | 10  | "Father Christmas"             | Anthony Anderson  | Mary Fitzgerald          | 10 de dezembro de 2019  | 610             | 3.00                |
| 129          | 11  | "Hair Day"                     | Anya Adams        | Marquita J. Robinson     | 7 de janeiro de 2020    | 611             | 3.17                |
| 130          | 12  | "Boss Daddy"                   | Melissa Kosar     | Isaiah Lester            | 14 de janeiro de 2020   | 612             | 2.43                |
| 131          | 13  | "Kid Life Crisis"              | Catherine Reitman | Steven White             | 21 de janeiro de 2020   | 613             | 2.22                |
| 132          | 14  | "Adventure to Ventura"         | Todd Biermann     | Robb Chavis              | 28 de janeiro de 2020   | 614             | 2.14                |
| 133          | 15  | "The Gauntlet"                 | Matthew A. Cherry | Graham Towers & Ben Deeb | 11 de fevereiro de 2020 | 615             | 2.37                |
| 134          | 16  | "Friendgame"                   | Fred Savage       | Laura Gutin Peterson     | 18 de fevereiro de 2020 | 617             | 2.33                |
| 135          | 17  | "You Don't Know Jack"          | Kevin Bray        | Lisa Muse Bryant         | 25 de fevereiro de 2020 | 618             | 2.16                |
| 136          | 18  | "Best Supporting Husband"      | Eric Dean Seaton  | Melanie Boysaw           | 17 de março de 2020     | 619             | 2.67                |
| 137          | 19  | "Dad Bod-y of Work"            | Chris Robinson    | Nick Adams               | 24 de março de 2020     | 620             | 2.64                |
| 138          | 20  | "A Game of Chicken"            | Millicent Shelton | Mary Fitzgerald          | 7 de abril de 2020      | 622             | 2.69                |
| 139          | 21  | "Earl, Interrupted"            | Pete Chatmon      | Christian Lander         | 14 de abril de 2020     | 616             | 2.23                |
| 140          | 22  | "...Baby One More Time"        | Gail Lerner       | Lizzie Donaldson         | 28 de abril de 2020     | 623             | 2.53                |
| 141          | 23  | "Love, Boat"                   | Todd Biermann     | Marquita J. Robinson     | 5 de maio de 2020       | 621             | 2.53                |

### 7ª temporada (2020–21)
| No. na série | No. | Título                              | Dirigido por      | Escrito por                    | Exibição                | Código de prod. | Audiência (milhões) |
| Especial     |     |                                     |                   |                                |                         |                 |                     |
| ------------ | --- | ----------------------------------- | ----------------- | ------------------------------ | ----------------------- | --------------- | ------------------- |
| 142          | –   | "Election Special (Part 1)"         | Matthew A. Cherry | Eric Horsted                   | 4 de outubro de 2020    | 701             | 2.17                |
| 143          | –   | "Election Special (Part 2)"         | Matthew A. Cherry | Graham Towers & Ben Deeb       | 4 de outubro de 2020    | 702             | 2.17                |
| Temporada    |     |                                     |                   |                                |                         |                 |                     |
| 144          | 1   | "Hero Pizza"                        | Todd Biermann     | Marquita J. Robinson           | 21 de outubro de 2020   | 703             | 3.09                |
| 145          | 2   | "Dre at Home Order"                 | Anton Cropper     | Christian Lander               | 28 de outubro de 2020   | 704             | 3.02                |
| 146          | 3   | "Age Against the Machine"           | Fred Savage       | Esa Lewis                      | 4 de novembro de 2020   | 705             | 2.39                |
| 147          | 4   | "Our Wedding Dre"                   | Eric Dean Seaton  | Lisa Muse Bryant               | 18 de novembro de 2020  | 706             | 2.39                |
| 148          | 5   | "Babes in Boyland"                  | Fred Savage       | Lizzie Donaldson               | 25 de novembro de 2020  | 707             | 2.47                |
| 149          | 6   | "Compton Around the Christmas Tree" | Eric Dean Seaton  | Steven White                   | 2 de dezembro de 2020   | 708             | 2.23                |
| 150          | 7   | "Black-out"                         | Gail Lerner       | Robb Chavis                    | 26 de janeiro de 2021   | 709             | 3.10                |
| 151          | 8   | "What About Gary?"                  | Natalia Anderson  | Edgar Momplaisir               | 2 de fevereiro de 2021  | 710             | 2.66                |
| 152          | 9   | "First Trap"                        | Chris Robinson    | Melanie Boysaw                 | 9 de fevereiro de 2021  | 711             | 2.40                |
| 153          | 10  | "High Water Mark"                   | Ryan Case         | Keisha Ansley                  | 16 de fevereiro de 2021 | 712             | 2.69                |
| 154          | 11  | "The Mother & Child De-Union"       | Jude Weng         | Eric Horsted                   | 23 de fevereiro de 2021 | 713             | 2.54                |
| 155          | 12  | "Things Done Changed"               | Kevin Bray        | Isaiah Lester                  | 2 de março de 2021      | 714             | 2.23                |
| 156          | 13  | "Jack's First Stand"                | Pete Chatmon      | Christian Lander               | 23 de março de 2021     | 715             | 2.28                |
| 157          | 14  | "100 Yards & Runnin'"               | Rob Sweeney       | Robb Chavis                    | 30 de março de 2021     | 716             | 2.45                |
| 158          | 15  | "Move-In Ready"                     | Michael Spiller   | Lisa Muse Bryant               | 6 de abril de 2021      | 717             | 1.66                |
| 159          | 16  | "My Dinner with Andre Junior"       | Princess Monique  | Steven White                   | 20 de abril de 2021     | 718             | 1.98                |
| 160          | 17  | "Missions & Ambitions"              | Courtney Lilly    | Isaiah Lester & Melanie Boysaw | 27 de abril de 2021     | 719             | 2.07                |
| 161          | 18  | "Snitches Get Boundaries"           | Natalia Anderson  | Marquita J. Robinson           | 11 de maio de 2021      | 720             | 1.61                |
| 162          | 19  | "Urban Legend"                      | Melissa Kosar     | Graham Towers & Ben Deeb       | 18 de maio de 2021      | 721             | 1.70                |

### 8ª temporada (2022)
| No. na série | No. | Título                                 | Dirigido por     | Escrito por                                                                 | Exibição                | Código de prod. | Audiência (milhões) |
| ------------ | --- | -------------------------------------- | ---------------- | --------------------------------------------------------------------------- | ----------------------- | --------------- | ------------------- |
| 163          | 1   | "That's What Friends Are For"          | Jude Weng        | Laura Gutin Peterson                                                        | 4 de janeiro de 2022    | 811             | 2.75                |
| 164          | 2   | "The Natural"                          | Linda Mendoza    | Christian Lander                                                            | 11 de janeiro de 2022   | 805             | 1.98                |
| 165          | 3   | "Bow-Mo"                               | Natalia Anderson | Melanie Boysaw                                                              | 18 de janeiro de 2022   | 802             | 2.05                |
| 166          | 4   | "Hoop Dreams"                          | Todd Biermann    | Lizzie Donaldson                                                            | 25 de janeiro de 2022   | 809             | 2.14                |
| 167          | 5   | "Ashy to Classy"                       | Kevin Bray       | Edgar Momplaisir                                                            | 1 de fevereiro de 2022  | 801             | 1.97                |
| 168          | 6   | "Mom Mentor"                           | Ryan Case        | Esa Lewis                                                                   | 8 de fevereiro de 2022  | 803             | 1.84                |
| 169          | 7   | "Sneakers by the Dozen"                | Toby Burge       | Isaiah Lester                                                               | 15 de fevereiro de 2022 | 806             | 1.64                |
| 170          | 8   | "My Work-Friend's Wedding"             | Shiri Appleby    | Julia Wiener                                                                | 22 de fevereiro de 2022 | 812             | 2.03                |
| 171          | 9   | "And the Winner Is..."                 | Stacey Muhammed  | Graham Towers & Ben Deeb                                                    | 22 de março de 2022     | 807             | 1.67                |
| 172          | 10  | "Young, Gifted and Black"              | Pete Chatmon     | Keisha Ansley                                                               | 29 de março de 2022     | 804             | 1.82                |
| 173          | 11  | "The (Almost) Last Dance"              | Rob Sweeney      | História por: Courtney Lilly & Tracee Ellis RossRoteiro por: Courtney Lilly | 5 de abril de 2022      | 808             | 1.88                |
| 174          | 12  | "If a Black Man Cries in the Woods..." | Iona Morris      | Robb Chavis                                                                 | 12 de abril de 2022     | 810             | 2.16                |
| 175          | 13  | "Homegoing"                            | Anton L. Cropper | Steven White                                                                | 19 de abril de 2022     | 813             | 2.52                |

## Especial
| No. | Título      | Exibição original   | Audiência (milhões) |
| --- | ----------- | ------------------- | ------------------- |
| 1   | "Bloop-ish" | 11 de março de 2015 | 4.59                |

## Audiência
| Temporada | Temporada | Ep. 1 | Ep. 2 | Ep. 3 | Ep. 4 | Ep. 5 | Ep. 6 | Ep. 7 | Ep. 8 | Ep. 9 | Ep. 10 | Ep. 11 | Ep. 12 | Ep. 13 | Ep. 14 | Ep. 15 | Ep. 16 | Ep. 17 | Ep. 18 | Ep. 19 | Ep. 20 | Ep. 21 | Ep. 22 | Ep. 23 | Ep. 24 |
| --------- | --------- | ----- | ----- | ----- | ----- | ----- | ----- | ----- | ----- | ----- | ------ | ------ | ------ | ------ | ------ | ------ | ------ | ------ | ------ | ------ | ------ | ------ | ------ | ------ | ------ |
|           | 1         | 11.04 | 8.29  | 7.93  | 6.93  | 7.95  | 7.67  | 7.78  | 7.82  | 6.82  | 7.28   | 6.23   | 6.51   | 6.83   | 6.40   | 6.63   | 6.72   | 6.34   | 7.43   | 6.09   | 6.57   | 5.94   | 6.89   | 6.14   | 5.36   |
|           | 2         | 7.30  | 5.94  | 5.86  | 5.66  | 5.79  | 6.18  | 5.97  | 6.08  | 5.45  | 5.97   | 6.29   | 6.06   | 5.72   | 6.02   | 5.74   | 6.18   | 6.12   | 5.98   | 5.48   | 5.67   | 4.97   | 5.59   | 5.29   | 5.05   |
|           | 3         | 6.39  | 5.58  | 5.18  | 5.84  | 5.74  | 5.27  | 5.56  | 5.37  | 4.22  | 5.46   | 5.79   | 5.68   | 4.60   | 5.31   | 5.27   | 5.32   | 5.09   | 4.88   | 4.93   | 4.58   | 4.42   | 4.22   | 4.17   | 4.75   |
|           | 4         | 4.71  | 4.43  | 4.13  | 3.98  | 3.53  | 3.70  | 3.86  | 4.04  | 4.29  | 4.02   | 3.75   | 3.76   | 3.72   | 3.01   | 2.86   | 3.90   | 8.58   | 5.27   | 4.90   | 4.04   | 4.45   | 4.32   | 4.96   | N/A    |
|           | 5         | 4.10  | 3.72  | 4.22  | 4.04  | 3.48  | 3.53  | 3.54  | 3.60  | 3.43  | 3.32   | 3.36   | 3.11   | 2.88   | 3.10   | 2.72   | 2.75   | 2.73   | 2.83   | 3.49   | 3.17   | 2.84   | 2.77   | 2.92   | N/A    |
|           | 6         | 3.49  | 3.13  | 3.05  | 2.56  | 2.71  | 2.92  | 2.65  | 2.38  | 2.57  | 3.00   | 3.17   | 2.43   | 2.22   | 2.14   | 2.37   | 2.33   | 2.16   | 2.67   | 2.64   | 2.69   | 2.23   | 2.53   | 2.53   | N/A    |
|           | 7         | 2.17  | 2.17  | 3.09  | 3.02  | 2.39  | 2.39  | 2.47  | 2.23  | 3.10  | 2.66   | 2.40   | 2.69   | 2.54   | 2.23   | 2.28   | 2.45   | 1.66   | 1.98   | 2.07   | 1.61   | 1.70   | N/A    | N/A    | N/A    |
|           | 8         | 2.75  | 1.98  | 2.05  | 2.14  | 1.97  | 1.84  | 1.64  | 2.03  | 1.67  | 1.82   | 1.88   | 2.16   | 2.52   | N/A    | N/A    | N/A    | N/A    | N/A    | N/A    | N/A    | N/A    | N/A    | N/A    | N/A    |